# Nizjnevartovsk

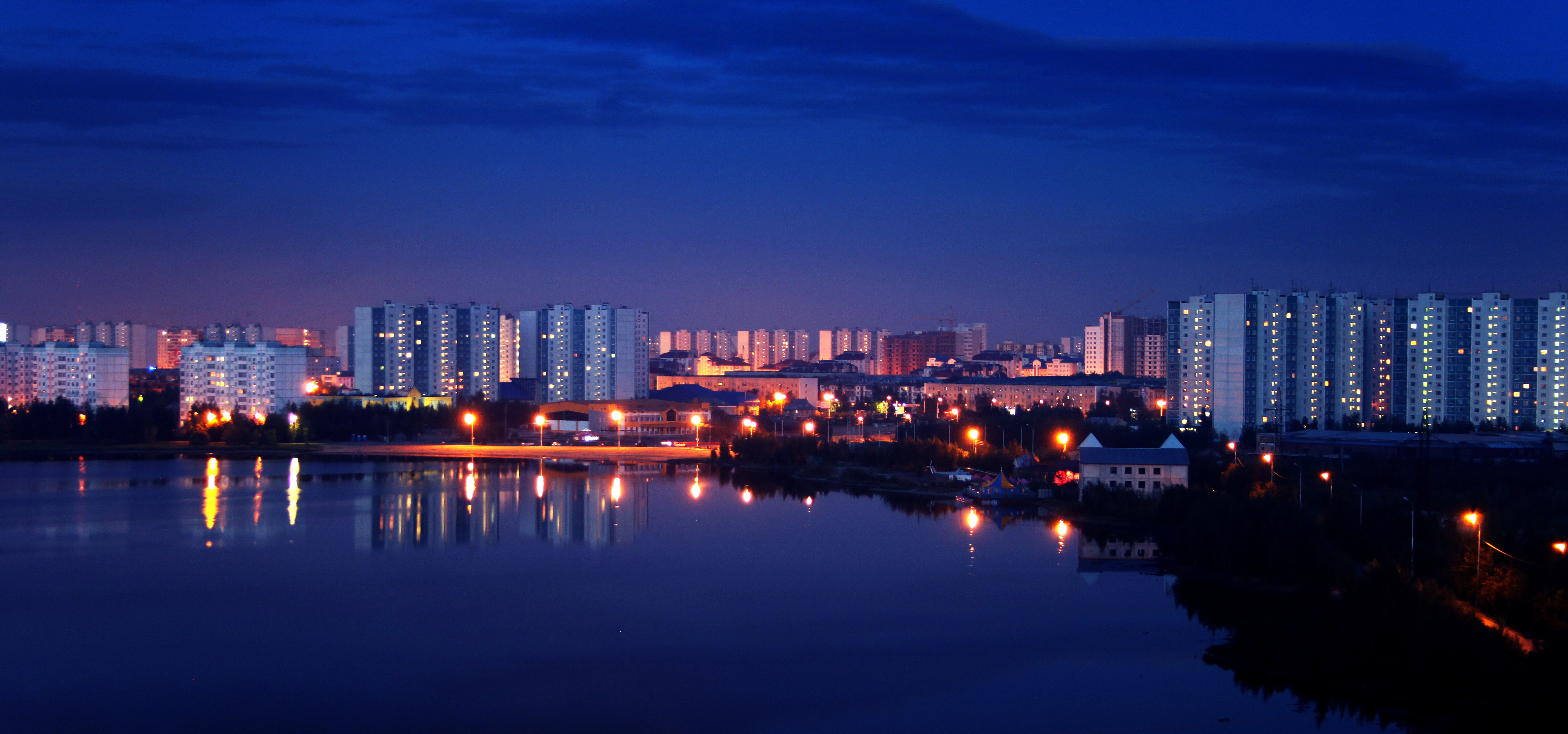
Nizjnevartovsk.

Nizjnevartovsk (ryska Нижнева́ртовск) är en stad i det autonoma okruget Chantien-Mansien, som ligger i Tiumen oblast i Ryssland. Staden är belägen längs floden Ob, och folkmängden uppgick till 268 456 invånare i början av 2015.